# Friedrich Quietmeyer

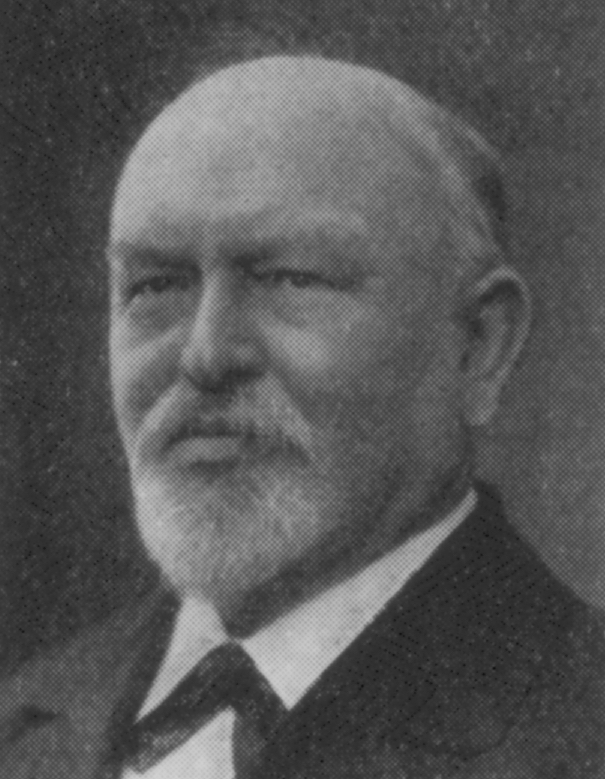
Friedrich Quietmeyer

Friedrich Ludwig Maria Wilhelm Quietmeyer (* 31. Oktober 1849 in List bei Hannover; † nach 1931) war ein deutscher Bauingenieur.

## Leben
Nach der Bauführerprüfung 1873 war Quietmeyer von 1875 bis 1876 Assistent für Eisenbahn-, Brücken- und Wasserbau an der Polytechnischen Schule Hannover. 1879 legte er die Baumeisterprüfung ab, anschließend arbeitete er bis 1905 im Kaukasus, so z. B. ab 1895 bei der Gesellschaft für Zementfabrikation in Noworossijsk. 1906 kehrte er als Assistent an die TH Hannover zurück, wo er 1909 Privatdozent und 1910 promoviert wurde. 1913 wurde ihm das Prädikat Professor verliehen. Von 1921 bis 1923 war er an der Einrichtung einer Prüfanstalt für Bauingenieure an der TH Karlsruhe beteiligt.

## Schriften
- Zur Geschichte der Erfindung des Portlandzementes. Tonindustrie-Zeitung, Berlin 1912.
- Georg Barkhausen. In: Biographisches Jahrbuch und deutscher Nekrolog. Bd. 5 (1930), S. 11–17.
- Meine Erlebnisse im deutsch-französischen Kriege 1870–1871, an dem ich als Kriegsfreiwilliger ... teilnahm. Hannover 1930.
- Ernstes und Heiteres aus meinen Erinnerungen an die Technische Hochschule Hannover 1856–1930. Hannover 1930.